# Zbigniew Gołacki
Zbigniew Gołacki (ur. 13 kwietnia 1941 w Wierzbówce) – polski rolnik i polityk, poseł na Sejm PRL VI i VII kadencji.

## Życiorys
Uzyskał wykształcenie zasadnicze zawodowe. W 1960 wstąpił do Związku Młodzieży Wiejskiej. Przewodniczył Kołu Wiejskiemu, zasiadał też w prezydium Zarządu Powiatowego ZMW w Parczewie i Zarządu Wojewódzkiego ZMW w Lublinie. W 1962 został członkiem Zjednoczonego Stronnictwa Ludowego, gdzie zasiadał w Wojewódzkim Komitecie w Lublinie. Pełnił też funkcje prezesa Powiatowego Komitetu ZSL, a potem wiceprezesa WK ZSL w Białej Podlaskiej. W 1972 i 1976 uzyskiwał mandat posła na Sejm PRL w okręgach kolejno Radzyń Podlaski i Biała Podlaska. Przez dwie kadencje zasiadał w Komisji Rolnictwa i Przemysłu Spożywczego. Ponadto w trakcie VII kadencji zasiadał w Komisji Przemysłu Ciężkiego, Maszynowego i Hutnictwa.

## Odznaczenia
- Brązowy Krzyż Zasługi
- Odznaka 1000-lecia Państwa Polskiego
- Medal 30-lecia Polski Ludowej